# Ракетный комплекс
Ракетный комплекс (сокр. — РК) — совокупность функционально и технологически взаимосвязанных ракет конкретного типа и вида, технических средств и сооружений, предназначенных для поддержания их в готовности к применению, пуска ракет, yправления их полётом и выполнения других задач (например, защиты ракеты от воздействия поражающих факторов оружия противника).

## История
Первые ракетные комплексы, отвечающие современным представлениям о них, появились в середине 1940-х годов в нацистской Германии (в конце Второй мировой войны), затем в СССР и США.
Размещение РК в космосе, на дне морей и океанов или в его недрах запрещено международными соглашениями.

## Состав
РК включает баллистические или крылатые ракеты с ядерным или обычным зарядом и специальное оборудование (наземное, корабельное, авиационное).
Конкретный состав, структура и технический облик РК и его отдельных элементов разнообразны и зависят от его назначения, организационной принадлежности, способа базирования, типа и вида ракеты, условий боевого применения и тому подобное. Так, если переносной ПТРК массой 16 — 20 кг состоит, как правило, из простейшей пусковой установки (ПУ) и лёгкой противотанковой ракеты, то наземный РК стратегического назначения, кроме ракеты массой от нескольких десятков до сотен тонн и ПУ, обычно представляющей собой сложное и громоздкое сооружение (агрегат), может включать командный пункт (КП), системы и средства связи, транспортно-перегрузочное оборудование, средства заправки (для ракет с ЖРД), обеспечения боевого дежурства, технического обеспечения, электроснабжения и другое. Особенность авиационных и корабельных (морских) РК — наличие в них устройств и систем, единых и для других видов вооружения размещённых на соответствующем носителе, а также использование для своей работы общесамолётных (общекорабельных) технических средств.
Боевые возможности РК определяются параметрами цели, характеристиками и способом боевого применения вооружения противника используемого для воздействия по РК, а также его собственными свойствами и тактико-техническими характеристиками (ТТХ). 
Основными свойствами РК являются:
- живучесть;
- боеготовность;
- эффективность действия по цели;
- способность преодолевать противодействие противника;
- надёжность;
- управляемость;
- досягаемость.

Эти свойства обеспечиваются соответствующими ТТХ РК:
- дальностью полёта ракеты;
- точностью стрельбы;
- мощностью и количеством боевых зарядов в составе боевого оснащения ракеты;
- степенью защиты ракеты от поражающих факторов оружия противника;
- временем подготовки ракеты к пуску;
- габаритно-массовыми характеристиками ракеты и пусковой установки;
- ресурсом работы отдельных агрегатов и систем;
- и так далее.

## Классификация
По целевому назначению ракетные комплексы, некоторыми, подразделяются на:
- боевые[2]:
  - ударные:
    - тактические[3];
    - оперативно-тактические;
    - стратегические.

  - специального применения:
    - зенитные;
    - противоракетные;
    - противотанковые;
    - противокорабельные;
    - противолодочные;
    - и так далее.
- исследовательские:
  - космические;
  - геофизические;
  - метеорологические;
  - и так далее.
- учебные.

По способу базирования различают:
- стационарные ракетные комплексы;
- подвижные:
  - переносные (например ПЗРК);
  - возимые;
  - буксируемые;
  - самоходные.

По месту расположения и среде функционирования выделяют:
- наземные РК:
  - стационарные
    - открытые;
    - подземные.

  - подвижные
    - грунтовые;
    - железнодорожные.
- корабельные РК:
  - надводные;
  - подводные.
- авиационные РК:
  - самолётные;
  - вертолетные.